# Synode von Worms (868)
Die Synode von Worms (manchmal auch Konzil von Worms) fand 868 in Worms statt. Ihre Beschlüsse erzielten weitreichende Wirkung. Hauptthemen waren Strafrecht und kirchliche Bußleistungen. Weiter verurteilte sie die Synode von Konstantinopel von 867 als häretisch.

## Äußerer Rahmen
Die Synode von Worms wurde auf ein Ersuchen des Papstes Nikolaus I. von 867 vom König des Ostfrankenreiches, Ludwig II., einberufen. Sie trat im Mai 868 zusammen. Den Vorsitz führte Erzbischof Liutbert von Mainz. Tagungsort war der Wormser Dom, allerdings nicht das heutige Gebäude, sondern ein Vorgängerbau, über den wenig bekannt ist.
Das Treffen fand in der Folge des Photios-Schismas zwischen den sich ausbildenden Ost- und Westkirchen statt. Bei dem Schisma ging es um die Konstruktion des Dogmas der Trinität und um die Frage, ob der Oströmische Kaiser den Patriarchen von Konstantinopel ohne Zustimmung des Papstes ernennen oder absetzen konnte. Papst Nikolaus I. wollte durch Beschlüsse der Synode von Worms seine eigene Position in dem Streit stärken. Er starb allerdings schon Ende 867. Im Gegenzug erwartete Ludwig II., dass die Synode seine eigene Position in politischen Fragen stärkte. Die Fuldaer Annalen erwähnen die Synode und halten fest, dass der König persönlich anwesend war. Auf die Beratungen der Synode scheint seine Anwesenheit keinen Einfluss gehabt zu haben.
Innenpolitisch sollte durch die Synode erreicht werden, dass alle Bischöfe im Ostfränkischen Reich bei gleichartigen Sachverhalten einheitlich handelten. Diese Gleichförmigkeit fehlte in der Praxis bis dahin, ebenso wie in den Rechtsauskünften, die Päpste auf Anfrage aus Rom erteilt hatten. Um dieses Ziel zu erreichen, griff die Synode in den beschlossenen 44 Kanones auch in die Texte älterer Vorlagen durch Weglassungen, Zufügungen oder Änderungen ein – etwa hinsichtlich des Strafmaßes – und wich bewusst von Beschlüssen vorangegangener Synoden ab.

## Inhalte
Als „Abschlusspapiere“ der Synode sind drei Schriften überkommen:
1. eine Responsio contra Grecorum heresim, eine Antwort gegen die „Häresie“ der Griechen, um nachzuweisen, dass die Beschlüsse von deren Synode von 867 gegen Kirchenrecht verstießen,
2. eine Professio fidei (Glaubensbekenntnis), die sich hauptsächlich mit der Trinität befasste,
3. eine Aufstellung von 44 Kanones mit Prolog und einer Einleitung.[6]

Die Dokumente sind in 16 Handschriften überliefert, eine weitere verbrannte 1870 bei dem Beschuss von Straßburg durch die Deutschen während des Deutsch-Französischen Kriegs und zwei weitere sind aus je einem hoch- und spätmittelalterlichen Bibliothekskatalog überliefert. Die verbrannte Handschrift aus Straßburg war die einzige, die alle von der Synode hinterlassenen Schriften zusammen wiedergab.

### Responsio contra Grecorum heresim
Die Responsio contra Grecorum heresim ist eine Antwort gegen die „Häresie“, mit der die Synode von Worms nachzuweisen versuchte, dass die Beschlüsse der Synode von Konstantinopel von 867 gegen Kirchenrecht verstießen. Es geht insbesondere um die Trinität, und die Argumentation beruft sich weitgehend auf Augustinus. Die Responsio schöpft unter anderem aus dem Liber Pontificalis. Der Responsio ist eine Liste derjenigen beigefügt, die sie unterschrieben haben. Dies ist die eine Quelle, die über die Teilnehmer an der Synode unterrichtet.

### Professio fidei
Das Glaubensbekenntnis ist eine verkürzte Wiedergabe des Fidei confessio, wie es das 11. Konzil von Toledo (675) formuliert hatte. Inhaltlich geht es auch hier um die Trinität, ähnlich wie in der Responsio contra Grecorum heresim.

### Kanones
Der Prolog kopiert den des 6. Konzils von Toledo (633). Hauptquellen für die folgenden 44 Kanones sind zum einen eine Mainzer Sammlung von Papstbriefen, zum anderen Auszüge aus der Collectio Hispana. Bei den Papstbriefen wurden insbesondere drei von Nikolaus I. ausgewertet. Es waren Rechtsauskünfte, die seitens der Bischöfe beim Papst erfragt worden waren. So wurden zum einen römische, zum andern westfränkisch-westgotische Quellen verwertet. Ein dritter Strang ist in dem Versuch zu sehen, Rechtsvorstellungen aus dem germanischen Rechtskreis in das Kirchenrecht zu übernehmen. Das gilt vor allem für die Kanones 10 und 15 und den Versuch, das Gottesurteil im Kirchenrecht zu etablieren. So ist auch Kanon 15 der einzige unter den in Worms verabschiedeten, für den eine Vorlage nicht bekannt ist und der wahrscheinlich in Worms selbst formuliert wurde. Auffällig ist weiter: Weder der Prolog noch die Kanones übernehmen karolingische Vorlagen.
Die Kanones sind in zwei unterschiedlichen Redaktionen weiterverbreitet worden: Eine sortiert sie nach den Quellen, aus denen geschöpft wurde, die zweite gibt sie in einer sachbezogenen Gliederung wieder. Daraus ergeben sich auch unterschiedliche Nummerierungen. Nach der sachbezogenen Gliederung behandeln die Kanones:
- Einleitung
- 1–5 Sakramente und Kirchenfeste
  - 1 Festlegung des Tauftermins auf Ostern und Pfingsten[24]
  - 2 Abgrenzung zwischen bischöflicher und priesterlicher Amtsgewalt: Nur ein Bischof darf Chrisam zubereiten.[25]
  - 3 Sakramentenlehre: Eucharistie[26], Geschenk an den Bischof anlässlich einer Weihe[27]
  - 4 Abendmahlswein[28]
  - 5 Sakramentenlehre: Taufe[29]
- 6–19 Geistliche
  - 6 Stiftung einer Kirche, Übergabe zugehöriger Güter und Annahme von Geschenken durch einen Bischof anlässlich der Weihe einer Kirche.[30]
  - 7 Verteilung kirchlicher Einkünfte[31]
  - 8 Abgrenzung zwischen bischöflicher und priesterlicher Amtsgewalt, insbesondere die alleinige Firmgewalt des Bischofs[32]
  - 9 Zölibat[33]
  - 10 Wird ein Bischof oder Priester angeklagt, kann er seine Unschuld beweisen, indem er fehlerfrei im Hinblick auf jeden einzelnen Vorwurf eine Heilige Messe und eine Kommunion zelebriert. Wenn er sich weigert, diesen Unschuldbeweis anzutreten, ist er für fünf Jahre zu exkommunizieren.[34]
  - 11 Ein Priester, der Unzucht getrieben hat, darf sein Amt nicht mehr wahrnehmen.[35]
  - 12 Beweisregeln in Fällen des Vorwurfs der Unzucht gegen einen Priester. Unter anderem ist ein Reinigungseid möglich.[36]
  - 14 Verfahren gegenüber zu Unrecht Exkommunizierten[37]
  - 15 Wird im Kloster ein Diebstahl begangen, soll der Abt mit den Mönchen eine Messe feiern. (Es wurde dabei erwartet, dass der Schuldige durch irgendein Zeichen erkennbar wurde.)[38] Für diesen Kanon sind externe Vorlagen nicht bekannt und er wurde vermutlich in Worms eigenständig formuliert.[39]
  - 17 Verbot der Jagd für Kleriker[40]
  - 18 Vagabundierenden Priestern ist es untersagt, selbst die Eucharistie zu zelebrieren.[41]
  - 19 Strafen für Presbyter und Diakone bei Ungehorsam gegen den Bischof[42]
- 20–23 Klöster
  - 20 Nonnen, die Unzucht begangen haben, bleiben Nonnen, müssen aber angemessene Buße leisten.[43]
  - 21 Eine Witwe, die in ein Kloster eingetreten ist, kann nach geleistetem Gelübde nicht mehr entlassen werden, um zu heiraten.[44]
  - 22/23 Verbot für Mönche, ihr abgelegtes Gelübde zu brechen und das Kloster zu verlassen.[45][46]
- 24–37 Laie, zahlreiche Bußregelungen für Straftaten
  - 25 Festlegung von Bußzeiten durch Priester[47]
  - 26–30 Tötungsdelikte
    - 26 Bußverfahren bei Tötung eines Priesters[48]
    - 27 Totschlag an einem Heiden ist wie ein Totschlag an einem Christen zu bestrafen.[49]
    - 28 Totschlag durch einen Geisteskranken ist weniger streng zu büßen, als wenn ein Gesunder die Tat begeht.[50]
    - 29 Buße, wenn ein Mann beim Fällen eines Baumes erschlagen wird, wobei zwischen Vorsatz und Fahrlässigkeit einerseits (dann muss eine Bußleistung erbracht werden) und andererseits dem Fall unterschieden wird, dass das nicht vorliegt. In letzterem Fall ist derjenige, der den Baum gefällt hat, kein Todschläger.[51]
    - 30 Bußverfahren bei Tötung von Vater oder Bruder. Täter dürfen, auch während sie Buße tun, ihre Ehe weiter vollziehen oder eine neue eingehen.[52]

  - 31 Heiratsverbot, wenn eine Verwandtschaft bekannt ist.[53]
  - 33–36 Unzucht
    - 33 Wenn ein Mann mit zwei Schwestern oder eine Frau mit zwei Männern Unzucht begeht[Anm. 1], darf er oder sie eine oder einen der beiden heiraten.[54]
    - 34 Bei Unzucht mit einer Taufpatin oder einem Patenkind ist Strafe der Kirchenbann (Exkommunikation). Ist derjenige verheiratet, ist das aber kein Grund, die Ehe aufzulösen.[55]
    - 35 Kindstötung ist wie Mord zu bestrafen, bei versehentlicher Kindstötung ist eine mildere Strafe anzuwenden.[56]
    - 36 Bei Unzucht mit Stieftochter, Stiefsohn oder Geschwistern wird eine schwere, dreijährige Buße auferlegt.[57]

  - 37 Allgemeine Regel: Während eine Buße abgeleistet wird, darf die Ehe eines Büßers keinesfalls getrennt werden.[58]
- 38–40 Sklaven
  - 38 Ein Sklave darf auch bei einem todeswürdigen Verbrechen nicht ohne Richterspruch getötet werden.[59]
  - 39 Bei Tötung einer Sklavin ist eine angemessene Bußleistung zu erbringen.[60]
  - 40 Priesterweihe von Sklaven[61]
- 42 Für jede Anklage ist ein legitimer Ankläger erforderlich.[62]
- 43 Verbot der Landesflucht, Strafe: lebenslänglicher Entzug der Güter[63]
- 44 Bußzeit für Ehebruch[64]

## Teilnehmer
Über die Teilnehmer der Synode unterrichtet zum einen die Liste derjenigen, die die Responsio contra Grecorum heresim unterzeichnet haben. Eine zweite Quelle ist die Zeugenliste einer Urkunde, die während der Synode für das Kloster Neuenheerse ausgestellt wurde. Danach waren an der Synode beteiligt:
- Erzbischof Liutbert von Mainz führte den Vorsitz.
- Erzbischof Adalwin von Salzburg
- Erzbischof Rimbert von Bremen und Hamburg
- Bischof Anno von Freising
- Bischof Salomo I. von Konstanz
- Bischof Gunzo von Worms
- Bischof Arn von Würzburg
- Bischof Witgar von Augsburg
- Bischof Liutbert von Münster
- Bischof Embricho von Regensburg
- Bischof Otgar von Eichstätt
- Bischof Gebhard I. von Speyer
- Bischof Ratold von Straßburg
- Bischof Ermenrich von Passau
- Bischof Esso von Chur
- Bischof Hildegrim II. von Halberstadt
- Bischof Theoderich von Minden
- Bischof Egbert von Osnabrück
- Bischof Herluf von Verden
- Bischof Luithard von Paderborn
- Bischof Lantfrid von Säben (845–875)
- Bischof Altfrid von Hildesheim[Anm. 3]
- Abt und Priester Theoto von Kloster Fulda
- Abt und Priester Adalgar von Corvey
- Abt Hatto II. von Reichenau
- Abt Brunwart II. von Hersfeld
- Abt Ascherich von Kloster Ellwangen
- Abt Thiothroch von Lorsch
- Abt Egilbert (aus Utrecht?)[Anm. 4]
- Chorbischof Bernard[Anm. 5]

## Rezeption
Die Abschriften der Kanones fügten weitere hinzu, so dass in einigen Fällen bis zu 80 Kanones aufgeführt werden. Diese bis zu 36 später hinzugefügten Kanones waren aber keine Beschlüsse der Synode von Worms.
Die Kette der Rezeptionen: verlief wie folgt
1. Regino von Prüm: Libri duo de synodalibus causis et disciplinis ecclesiasticis[69] (Sendhandbuch für bischöfliche Visitationen der Gerichte, um 906). Regino von Prüm übernahm in 13 Kapiteln einen großen Teil der Beschlüsse der Synode von Worms.[70]
2. Burchard von Worms: Decretorum libri XX ex consiliis et orthodoxorum patrum decretis, tum etiam diversarum nationum synodis seu loci communes congesti.[71] Burchard von Worms schloss sein Werk zwischen 1012 und 1023 ab. Er übernahm von den 13 Kapiteln, in denen Regino von Prüm Inhalte der Synode von Worms wiedergab, acht.[72]
3. Bonizo von Sutri: Liber de vita christiana[73] Bonizo von Sutri verfasste sein Werk 1089 bis 1095. Er schrieb fünf der betreffenden Kapitel bei Burchard ab.[74]
4. Ivo von Chartres: Decretum[75] Ivo von Chartres schloss sein Werk 1094 ab. Er schrieb acht der betreffenden Kapitel bei Burchard ab.[76]
5. Auch Gratian: Decretum Gratiani, die maßgebliche Sammlung mittelalterlichen Kirchenrechts, die um 1140 entstand, und den Kern des Corpus Iuris Canonici, des bis 1917 geltenden Kirchenrechts, bildete, übernahm sieben der 44 durch die Synode verabschiedeten Kanones.[77]

Es gab noch zahlreiche weniger bedeutende Sammlungen von Kirchenrecht, die auf die Kanones zurückgriffen, die in Worms verabschiedet worden waren.

## Editionen
- Die älteste Edition (in der Fassung einschließlich der 36 „unechten“ Kanones) erschien 1532 in Basel.[79]
- Wilfried Hartmann: Die Konzilien der karolingischen Teilreiche 860–874, S. 259–311.